# بوتیروفنون
بوتیروفنون (به انگلیسی: Butyrophenone) یک گروه مهم از داروهاست که در درمان اسکیزوفرنی و تهوع بکارمیروند مانند هالوپریدول ، دروپردیول ، موپرون و Triperidol .
بوتیروفنون با فرمول شیمیایی C۱۰H۱۲O یک ترکیب شیمیایی با شناسه پاب‌کم ۱۰۳۱۵ است. که جرم مولی آن 148.20 g/mol می‌باشد. 